# Novoaltaïsk
Novoaltaïsk (en russe : Новоалтайск) est une ville du kraï de l'Altaï, en Russie. Elle est située au sud-ouest de la Sibérie. Sa population s'élevait à 70 357 habitants en 2014.

## Géographie
Novoaltaïsk est une ville satellite de la capitale régionale Barnaoul, située à 12 km à l'ouest de celle-ci sur la rive droite de l'Ob et de son affluent la Tchesnokovka. Sur le plan administratif, la ville est rattachée directement au kraï de l'Altaï et est en même temps le centre administratif du raïon Pervomaïski.

## Histoire
Depuis le milieu du XVIIIe siècle, un village du nom de Tchesnokovka (en russe : Чесноковка) existait à l'emplacement de la ville actuelle. La construction de la ligne de chemin de fer de l'Altaï Novossibirsk – Barnaoul – Semipalatinsk, qui fut inaugurée en 1915 et qui devint par la suite la ligne Turkestan – Sibérie (Turksib) accéléra son développement. En 1934, une entreprise de travail du bois y fut installée. Tchesnokovka accéda au statut de commune urbaine en 1936. Après l'attaque de l'Allemagne nazie contre l'Union soviétique, l'usine de wagons « Pravda » de Dniprodzerjynsk, en Ukraine, fut évacuée à Novoaltaïsk en octobre 1941 . L'année suivante Tchesnokovka acquit le statut de ville. Elle fut rebaptisée Novoaltaïsk (« nouvelle ville de l'Altaï ») en 1962.

## Population
Recensements (*) ou estimations de la population
| 1939* | 1959*  | 1970*  | 1979*  | 1989*  |
| ----- | ------ | ------ | ------ | ------ |
| 9 299 | 33 953 | 49 498 | 50 034 | 53 642 |

| 2002*  | 2010*  | 2012   | 2013   | 2014   |
| ------ | ------ | ------ | ------ | ------ |
| 60 015 | 70 437 | 70 317 | 70 357 | 70 985 |

## Économie
À côté de l'établissement Altaïvagon, qui construit des wagons de marchandises, il existe également d'autres entreprises liées au chemin de fer et au bâtiment (préfabriqués de béton, construction routière...) et une industrie du bois. Il y a également des entreprises du secteur agroalimentaire car la ville est au centre d'une région de culture.
Novoaltaïsk est un nœud ferroviaire important qui met en correspondance la ligne Novossibirsk – Barnaoul – Semeï avec le chemin de fer sud-sibérien qui va de Pavlodar au bassin du Kouznetsk en passant par Barnaoul. Un peu plus loin au nord, le chemin de fer de Sibérie centrale qui relie Omsk à Karassouk et Kamen-na-Obi, est interconnecté avec ces lignes. Les chemins de fer russes exploitent une importante gare de triage à Novoaltaïsk.
La route fédérale M52, qui va de Novossibirsk à la frontière avec la Mongolie, passe par la ville. À cet endroit se débranche l'A349 qui va jusqu'à la frontière avec le Kazakhstan en passant par Barnaoul.